# Coranus elegans
Espèce
Coranus elegans est une espèce d'insectes hémiptères du sous-ordre des hétéroptères (punaises) de la sous-famille des Harpactorinae et de la tribu des Harpactorini. Elle est trouvée en Afrique.